# Okolicznik czynnika towarzyszącego
Okolicznik czynnika towarzyszącego – jeden z rodzajów okolicznika. Odpowiada na pytanie w jakich okolicznościach?. Zwany inaczej okolicznikiem okoliczności towarzyszącej lub okolicznikiem akcesoryjnym. Czasem trudny do odróżnienia od okolicznika sposobu.

## Rodzaje okolicznika czynnika towarzyszącego i przykłady
z + narzędnik
- Wojsko maszerowało ze śpiewem.
- Rozstaję się z tobą z żalem.
- Artysta śpiewał z towarzyszeniem orkiestry.
- Wracał do domu z duszą na ramieniu.
- Uczniowie przyglądali się nauczycielowi z uwagą i słuchali go ze zrozumieniem.
- Opowiem wam o niej z radością. Przedstawienie rozpoczęło się z opóźnieniem.

w + miejscownik
- Zmarł w sile wieku.
- W zamyśleniu oderwał od niej wzrok.
- Jak wam się chodzi w tych butach?
- Dlaczego odjechałaś w takim pośpiechu?
- Obudził się w dobrym humorze. Od dłuższej chwili siedzieli w milczeniu.
- Marek od wczoraj leży w gorączce.

przy + miejscownik
- Maszerowali przy dźwiękach marsza.
- Podśpiewywał przy goleniu.
- Franek lubił słuchać radia przy pracy.
- Dawno nie rozmawiali przy obiedzie.

nad + miejscownik
- Zasnął nad książką.

wśród + dopełniacz
- Szli wśród burzy i piorunów.
- Atakowali wśród gradu kul.

przysłówek z po
- Szukał pantofli po ciemku.

Czasami wśród okoliczników czynnika towarzyszącego omawia się również części zdania wyrażone imiesłowem przysłówkowym, np. "Mama sprząta, śpiewając". Lepiej jednak zdania tego typu traktować jako złożone, a imiesłów uznać za ośrodek równoważnika podrzędnego zdania okolicznikowego czynnika towarzyszącego.